# Wesson (Mississippi)
Wesson é uma cidade  localizada no estado americano de Mississippi, no Condado de Copiah.

## Demografia
Segundo o censo americano de 2000, a sua população era de 1693 habitantes.
Em 2006, foi estimada uma população de 1650, um decréscimo de 43 (-2.5%).

## Geografia
De acordo com o United States Census Bureau tem uma área de
6,0 km², dos quais 6,0 km² cobertos por terra e 0,0 km² cobertos por água. Wesson localiza-se a aproximadamente 142 m acima do nível do mar.

## Localidades na vizinhança
O diagrama seguinte representa as localidades num raio de 32 km ao redor de Wesson.